# W21
Pour les articles homonymes, voir W21 (homonymie).
La W21 était une ogive thermonucléaire américaine. Son programme de développement a été annulé en faveur de celui de la W39 en 1957.

## Description
La W21 était contenue dans l'étui de la bombe TX-21. La TX-21 était une version militaire de l'appareil Shrimp testé lors du tir Bravo pendant l'opération Castle. Une TX-21C fut testé lors du tir Navajo pendant l'opération Redwing. La TX-21 était une version diminuée de l'appareil Runt (la bombe à hydrogène M-17). Plus petite et plus légère que la bombe Mk 17, la Mk  21 fut considérée comme ogive à missile. Nettement plus puissante que la TX-13, une bombe atomique de grande puissance mise au point pour la bombe Mk 6, la  XW21 était conçue pour remplacer la XW13 pour être embarquée à bord du conteneur largable du bombarbier B-58 et dans le missile Navaho.
À la même époque où la bombe Mk 21 était mise au point, la Mk 15 était aussi en développement. Une ogive fut conçue pour les missiles Navajo, Matador et Regulus (une version XW29 fut conçue pour les missiles Snark et Redstone). La XW15 fut modifiée pour devenir la XW39 qui fut déployée sur les missiles Redstone et Snark.
Le programme de la XW21 fut annulé en faveur de la plus légère et plus puissante XW-39 en 1957. Même si plusieurs centaines de bombes à hydrogène Mk 21 furent déployés dans l'arsenal américain, aucune ogive W21 fut jamais fabriquée. 
La W21 est un exemple qui démontre que la mise au point rapide des bombes à hydrogène au milieu des années 1950 a donné naissance à plusieurs conceptions qui n'ont mené à rien, dépassées par des armes plus légères, plus petites et plus efficaces.

### Sources
- (en) Chuck Hansen, Swords of Armageddon, Sunnyvale, CA, Chucklea Publications, 1995.
- (en) John W. Bullard, History of the Redstone Missile System, Huntsville, AL, Army Missile Command, 1965.
- (en) Neal, J. Allen, The Development of the Navajo Guided Missile, Dayton, OH, Wright Air Development Center, 1956.